# 300 спартанців: Відродження імперії
«300 спартанців: Відродження імперії» (англ. 300: Rise of an Empire) — пеплум режисера Ноама Мюрро, знятий у форматах 3D та IMAX 3D, мідквел фільму «300 спартанців» (2006). У головних ролях зіграли Єва Грін, Салліван Степлтон, Родріго Санторо, Каллан Мелвей, Ханс Метісон, Джек О'Коннелл і Ліна Гіді. Прем'єра фільму в США та Україні відбулася 7 березня 2014 року.

## Сюжет
У центрі фільму грецький полководець Фемістокл, командував у 480 році до н. е. грецьким флотом, який бився в Битві при Артемісії та Битві при Саламіні із загарбницькою армією персів на чолі з царем Ксерксом — смертним, що називав себе Богом. Також фільм розповість передісторію Ксеркса.

## Створення
У червні 2008 року продюсери Марк Кантон, Джанні Нуннарі і Берні Голдманн розкрили, що почалася робота над приквелом «300 спартанців». Legendary Pictures оголосила, що Френк Міллер, який написав у 1998 обмежену серію коміксів, на якій був заснований фільм «300 спартанців», напише наступний графічний роман, а Зак Снайдер, співсценарист і режисер «300 спартанців», зацікавлений зайняти пост режисера екранізації. Проте пізніше замість цього він вирішив розробляти і знімати перезапуск «Супермена» та «Людину зі сталі». 15 липня 2011 режисером фільму призначили Ноам Мюрро. 8 лютого 2012 стало відомо, що фільм зосередиться на грецькому полководці Фемістоклі, якого зіграє австралійський актор Салліван Степлтон.
Також повідомлялася неправильна назва «300 спартанців: Битва за Артемісію» (англ. «300: Battle of Artemisia»). У вересні 2012 фільм був перейменований у «300 спартанців: Розквіт імперії» (англ. «300: Rise of an Empire»).
Знімання почали на початку липня 2012 року на кіностудії Nu Boyana Film Studios в Софії, Болгарія.

## Розбіжності з історією
Пол Картледж, професор-антикознавець з Кембридзького університету, зазначив, що фільм містить грубі історичні помилки. Наприклад, в реальності ні Ксеркс, ні Дарій не були присутні в битві при Марафоні, і останній не міг бути убитий в Греції Фемістоклом, як показано у фільмі. На противагу фільму, Артемісія насправді виступала проти морського бою з греками в протоці і не загинула в греко-перських війнах. Спартанський флот додав лише 16 бойових кораблів до загального грецького флоту з 400 кораблів, а зовсім не величезну армаду. І в битві при Марафоні військом афінян командував Мільтіад Молодший, а перським — Датіс.

## Цікаві факти
- Роль Фемістокла пропонували Джоелу Еджертону, але він від неї відмовився.[11]